# Marder I
Il Marder I è stato un cacciacarri tedesco della Seconda guerra mondiale armato con un cannone anticarro PaK 40 da 75 mm, progettato dall'esercito nazista sui disegni del Tracteur Blinde 37L "Lorraine", un trattore d'artiglieria blindato francese, di cui i tedeschi si erano impossessati dopo la capitolazione della Francia il 25 giugno 1940.

## Storia

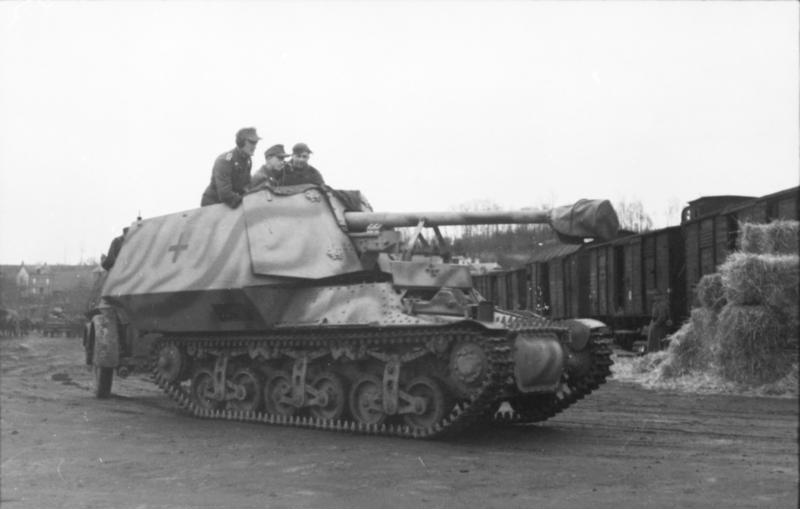
Marder I sul fronte orientale

Già durante le prime fasi dell'Operazione Barbarossa, la Wehrmacht ebbe bisogno di una soluzione più mobile e rapida, che consentisse di affrontare i carri sovietici togliendo questo compito ai trattori d'artiglieria, velocizzando le lente operazioni di traino e messa in funzione dei pezzi di artiglieria sul campo di battaglia, ma allo stesso tempo di una soluzione più efficace del cacciacarri Panzerjäger I troppo debole nei confronti dei carri armati sovietici T-34 e Kliment Vorošilov, operativi già alla fine del 1941.
Come soluzione provvisoria, si è deciso di utilizzare gli ormai obsoleti Panzer II e i carri catturati come base per veicoli cacciacarri di "fortuna". Il risultato di queste prime prove fu il successivo sviluppo della serie Marder, dei carri cingolati armati con cannoni anticarro di produzione tedesca PaK 40 da 75 millimetri oppure armati con dei cannoni di preda bellica sovietici F-22 M1936 da 76,2 mm.

## Sviluppo

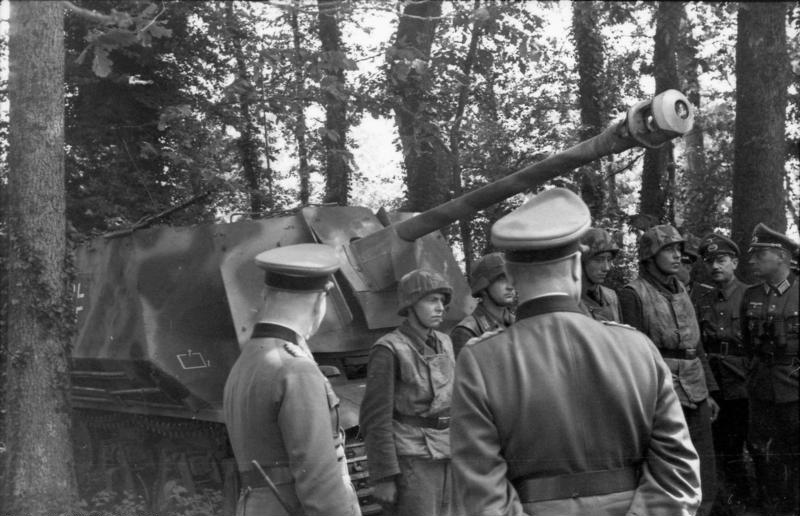
Hotchkiss convertito in Marder I della 21. Panzer-Division in Francia

Il Marder fu sviluppato nel maggio 1942 su telaio del francese Lorraine 37L, a cui fu rimossa la struttura superiore destinata al compartimento dell'equipaggio, per fare posto al cannone da 75, dotando il carro di una torretta scoperta blindata, per offrire una certa protezione dal fuoco delle armi leggere ai serventi del cannone.

Tra luglio e agosto 1942, 170 Marder furono costruiti sulla base del telaio Lorraine, ma molti altri carri armati francesi e polacchi furono convertiti in Marder I, compresi i carri Hotchkiss H39 e FCM 36, anche se questi furono utilizzati solo in pochi esemplari.

## Impiego operativo
II primi Marder I su base "Lorraine" furono inviati sul fronte orientale nel 1942 per servire nelle unità Panzerjager nelle divisioni di fanteria tedesche.
Questa è una lista delle divisioni di fanteria operanti sul fronte orientale che utilizzavano i Marder I, e i rispettivi battaglioni di appartenenza:
| Divisione                     | Battaglione                | Periodo di utilizzo          |
| 31. Infanterie-Division       | pz. Jg.Abt.31              | agosto '42 - dicembre '43    |
| 35. Infanterie-Division       | 2.Kp./Pz. Jg.Abt.35        | settembre '42 - dicembre '43 |
| 36. Infanterie-Division (mot) | 4.Kp./Pz. Jg.Abt.38        | ottobre '42 - giugno '43     |
| 72. Infanterie-Division       | 3.Kp./Pz. Jg.Abt.72        | settembre '42 - dicembre '43 |
| 206. Infanterie-Division      | 1./Pz. Jg.Schnelle Abt.206 | gennaio '42 - dicembre '43   |
| 256. Infanterie-Division      | 5./Pz. Schnelle-Abt.256    | novembre '42 - aprile '44    |